# Just One of Those Things
Just One of Those Things est une chanson écrite et composée par Cole Porter pour sa comédie musicale Jubilee (en), créée à Broadway en 1935,,,,,,,,,,.

## Reprises
La chanson a été reprise par de nombreux artistes, parmi lesquels Richard Himber (en) (en 1935), Bing Crosby (en 1945), Peggy Lee (en 1952), Nat King Cole (sur l'album Just One of Those Things, sorti en 1957), Shirley Bassey (sur le super 45 tours In Other Words..., sorti en 1963), Maurice Chevalier (dans le Pot-Pourri Cole Porter sur son album d'adieu À 80 Berges, sorti en 1968), Ella Fitzgerald, Anita O'Day, Louis Armstrong, Billie Holiday, Sarah Vaughan, Doris Day, Lena Horne, Maxine Sullivan, Frank Sinatra, Mel Torme, Louis Prima, Diana Krall, John Barrowman, Bryan Ferry, Lionel Hampton, Claude Bolling, Charlie Parker, Gil Evans, Dave Brubeck, Freddie Hubbard, Oscar Peterson, Lee Morgan, Sidney Bechet, Nellie McKay, Erin McKeown, Joan Morris, Judy Garland, Patricia Barber, Johnny Dorelli, Jamie Cullum, Dionne Warwick, The Pogues avec Kirsty MacColl et les Cherry Poppin' Daddies.
Maurice Chevalier l'a aussi chantée dans le film musical Can-Can sorti en 1960.